# 벡터맨
《벡터맨》은 블루스카이 소프트웨어가 개발한 메가 드라이브용 플랫폼 게임이다. 1995년 10월에 처음 출시됐다. 서기 2049년 인류가 타행성으로 이주한 후 쓰레기 더미로 남은 지구가 무대로, 남아서 쓰레기들을 처리하던 로봇간에 발발한 분쟁 속의 주인공 벡터맨의 활약을 다뤘다. 같은 시기에 슈퍼 패미컴으로 발매된 《동키콩 컨트리》처럼 프리렌더링으로 캐릭터와 레벨 그래픽을 디자인한 것이 특징이다.
1996년에 후속작 《벡터맨 2》가 발매됐다. 이후 《세가 제네시스 컬렉션》, 《소닉의 얼티밋 제네시스 컬렉션》 등 다양한 게임 합본에 수록됐다. 2019년에 발매된 전용 콘솔 메가 드라이브 미니 북미 및 유럽판에도 포함됐다.